# Fo Yeuk Chau
La Fo Yeuk Chau (en chino: 火藥洲; también Isla Magazine; Originalmente conocida como la Isla de un Árbol; 一木島) es una isla de la Región administrativa especial de Hong Kong, situada en la costa suroeste de la isla de Hong Kong, y en el extremo noroeste de Ap Lei Chau, parte de la República Popular de China. Administrativamente, forma parte del Distrito Sur.
El edificio de un antiguo depósito en la isla es ahora un Edificio Histórico Grado III. Fue construido por la Compañía Británica Dynamite, que más tarde se convirtió en la empresa de  Explosivos Nobel, y que una vez fue el mayor depósito de explosivos privado en Hong Kong. En 1908, el gobierno no renovó el contrato de la empresa y el depósito fue cerrado.
Un faro se encuentra en el extremo oeste de la isla.